# Gulbrystet jagtskade
Gulbrystet jagtskade (latin: Cissa hypoleuca) er en kragefugl, der lever i sydøstlige Asien.